# Prix La Ville à lire

Le prix La Ville à lire est un prix littéraire français créé en 1997 par la revue Urbanisme en partenariat avec France Culture, et décerné jusqu'en 2011.
Ce prix récompense chaque année l'ouvrage qui évoque le mieux la ville ou l'urbanisme.
L'attribution du prix et le sujet traité font régulièrement l'objet de l'émission de France Culture Métropolitains animée par François Chaslin, qui est par ailleurs membre du jury.

## Lauréats du prix la Ville à Lire
- 1997 : Jean Rolin, pour Zones
- 1998 : Alain Roger, pour Court traité du paysage
- 1999 : Mike Davis, pour City of Quartz
- 2000 : François Bon, pour Paysage fer
- 2001 : Simone Delattre, pour Les Douze heures noires
- 2002 : André Corboz, pour Le Territoire comme palimpseste et autres essais
- 2003 : Stefan Hertmans, pour Entre villes[2]
- 2004 : Paul Virilio, pour Ville Panique
- 2005 : David Mangin, pour La Ville franchisée[3]
- 2006 : Laurent Vidal, pour Mazagão, la ville qui traversa l'Atlantique : Du Maroc à l'Amazonie (1769-1783)
- 2007 : Marc Hatzfeld, pour Les dézingués : Parcours de SDF
- 2008 : Philippe Videlier, pour Usines
- 2009 : Nicolas Jounin, pour Chantier interdit au public
- 2010 : Jean Castex, pour Chicago 1910–1930, le chantier de la ville moderne[3]
- 2011 : Hacène Belmessous, pour Opération banlieues : Comment l'Etat prépare la guerre urbaine dans les cités françaises et Christian Topalov (dir.) pour L'aventure des mots de la ville[4]